# 空间句法

巴西利亚軸線圖。顏色顯示了不同街道的全局整合，表示根據空間句法的空間分析，拓撲線條在整個系統中的的可達性的測度。使用Mindwalk 1.0創建。

空间句法（英語：Space syntax）是关于空间图形分析的一系列的理论和技术。最早在1970年到1980年由英国伦敦大学学院的比尔·希雷尔、朱列涅·汉森和他们的同事提出。
其主要思想为：空间可以被认为是由元素组成，可以进行网络分析，最终以地图和图形呈现出来。因为空间句法认为空间是按照某种规则自行排列的，可以分划的，所以它常被用于大型图书馆，博物馆，道路交通，城市规划等。